# Tommy Johnson
Thomas Clark Fisher Johnson, noto semplicemente come Tommy Johnson (Dalton-in-Furness, 19 agosto 1901 – Manchester, 28 gennaio 1973), è stato un allenatore di calcio e calciatore inglese, di ruolo centrocampista o attaccante.
Leggenda e terzo miglior marcatore della storia del Manchester City con 166 reti in 355 presenze, dietro ai soli Sergio Agüero e Eric Brook (rispettivamente 260 e 177 marcature realizzate), ha detenuto il record del maggior numero di goal segnati in una stagione da un giocatore dei Citizens - 38 nell'annata 1928-1929 - prima di essere superato nel 2022-2023 dal norvegese Erling Haaland. Ha poi vestito anche le maglie di Everton, Liverpool e Darwen, vincendo un campionato inglese nel 1931-1932 con i Toffees.

## Biografia

### Infanzia
Nato nel 1901 a Dalton-in-Furness, città nel Lancashire a quattro miglia da Barrow-in-Furness, da John Robert Johnson e Margaret Clark, Tommy Johnson crebbe fino ai nove anni nella sua città natale con i genitori e la sorella Eleanor; quando la madre era per la terza volta incinta, però, la famiglia scelse - cercando una vita migliore - di trasferirsi nello Utah, stato statunitense dove vivevano i parenti di John, ma solo con la figlia, poiché il bambino si era sistemato in una buona scuola - la Broughton Road Council School - e aveva ricevuto una borsa di studi per le sue abilità sportive, eccellendo inizialmente nel rugby e solo in seguito nel calcio. John e Margaret presero dunque l'ardua decisione di lasciarlo ai nonni e allo zio John, per proseguire in Inghilterra il suo percorso educativo. La coppia andò alcune volte a fare visita al figlio, facendogli conoscere la sorella Elizabeth, fino alla morte di John nel 1915, con Margaret che si risposò e rimase nello Utah. Tommy aveva tre cognomi: Clark, quello della madre; Fisher, quello della nonna materna Eleanor; e Johnson, quello del padre. Dopo esser diventato un calciatore professionista per il Manchester City, andò a stare presso il signor S.R. Sennett nella sua casa situata al numero 7 di Cromwell Street, nella zona di West Gorton.

### Vita privata
Il 4 novembre 1924, nella Cattedrale di Manchester, sposò Hannah Smith, detta Annie; i due ebbero un unico figlio, Thomas Alan Johnson, nato nel 1925, diventato successivamente padre di Alison (coniugata Kempster, morta nel 2022) e Joanne. La residenza della famiglia si trovava prima al 202/204 di Clowes Street, a West Gorton, e poi a Park Avenue, Gorton. In estate i tre stavano solitamente tre settimane a Dalton-in-Furness, dove c'erano i parenti, e tre settimane a Blackpool, dove abitavano alcuni amici. Dal febbraio 1939, Tommy Johnson gestì il Crown Inn, un pub a Gorton, dopo aver posseduto in precedenza il Woodman Inn, che era locato invece a Stockport.

### Morte

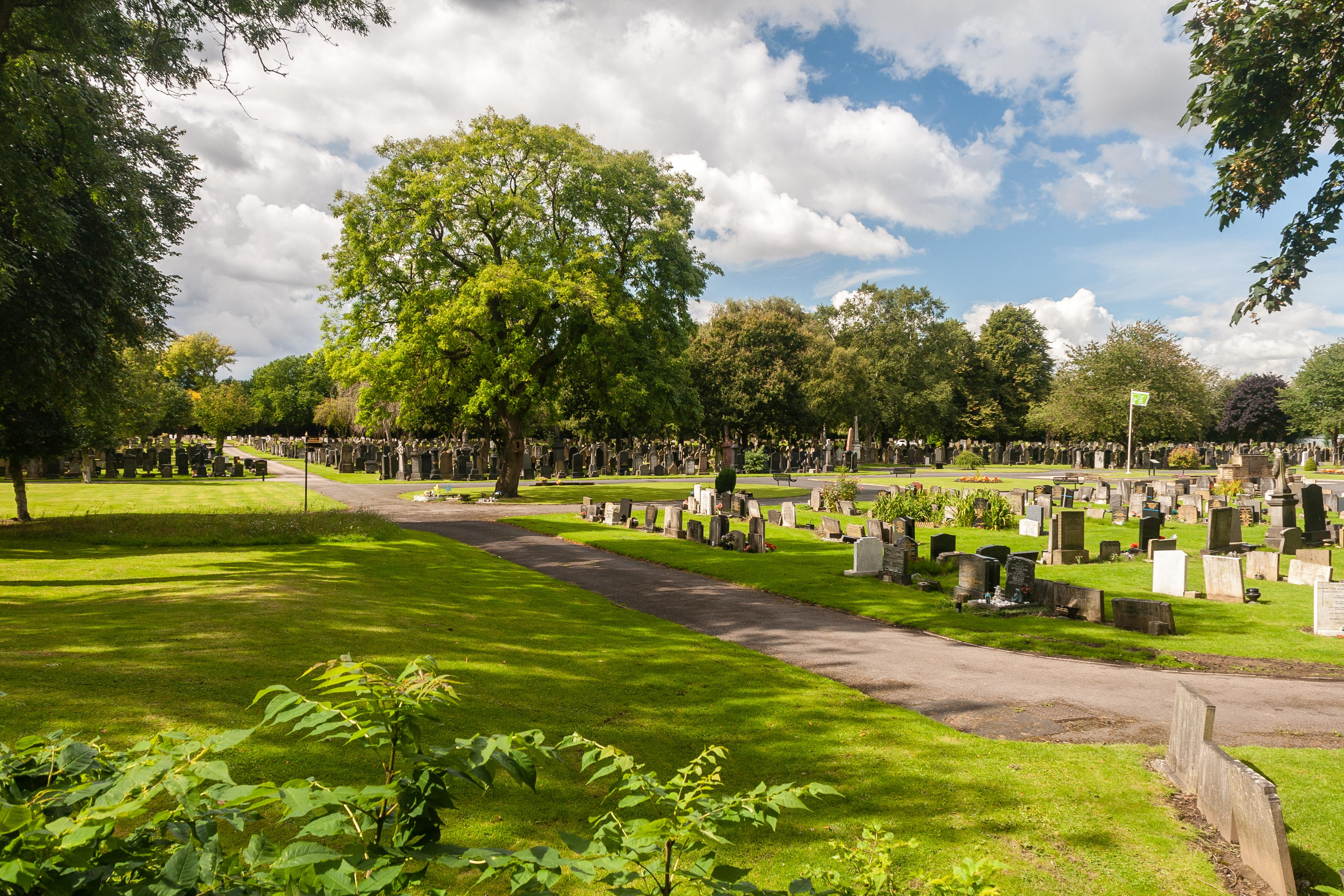
Il Gorton Cemetery

Johnson visse per tutta la sua vita a West Gorton. Ebbe sia la tubercolosi che la polmonite, colpito da quest'ultima per fare visita a piedi tra la pioggia e il freddo - non guidava - a sua moglie Annie mentre lei era in ospedale nell'inverno tra il 1972 e il 1973. Questa malattia fu però fatale: egli morì al Monsall Hospital, nell'area nord di Manchester, il 28 gennaio 1973, all'età di 71 anni. I funerali si svolsero il 3 febbraio e venne seppellito al Gorton Cemetery, insieme alla moglie. Quattro anni dopo la sua scomparsa gli è stata dedicata una via nel quartiere Moss Side, Tommy Johnson Walk, onore che ha ricevuto insieme a quattro suoi compagni di squadra ai tempi del City: adiacenti alla strada sono infatti Fred Tilson Close, Sammy Cookson Close, Sam Cowan Close e Horace Barnes Close.

## Caratteristiche tecniche
Soprannominato Tosh, Tommy Johnson era un giocatore fisico ma allo stesso tempo astuto, che abbinava le sue abilità a un'incredibile intelligenza tattica. Dotato di un piede sinistro spettacolare, era eccellente sia nel passare la palla - e quindi nel fornire assist - che nel tirarla. Esploso giocando nel ruolo di centravanti, in seguito venne schierato maggiormente come interno sinistro. Pur realizzando molte volte meno reti dei suoi compagni attaccanti, veniva spesso definito come l'uomo fondamentale del reparto offensivo.

## Carriera

### Club

#### Gli inizi a Dalton
Dopo aver giocato a calcio a scuola, Tommy Johnson si unì al Dalton Athletic Football Club, squadra non professionistica della sua città. Giocò poi per i Dalton Casuals, svolgendo allo stesso tempo il suo apprendistato come rivettatore presso il cantiere navale di Barrow-in-Furness. Con i Casuals partecipò, durante la Prima guerra mondiale, alla Munitions League, giocando come centravanti e attirando, all'età di 17 anni, l'attenzione di molti club inglesi. Fu dunque invitato ad andare a Manchester per un provino con il City; parlatone con il suo maestro, gli fu sconsigliato di rischiare il suo apprendistato, ma il giovane, sicuro di sé, decise di cogliere l'occasione e afferrò con entusiasmo l'opportunità di giocare con i Citizens.

#### Manchester City

##### L'affermazione da titolare (1919-1923)

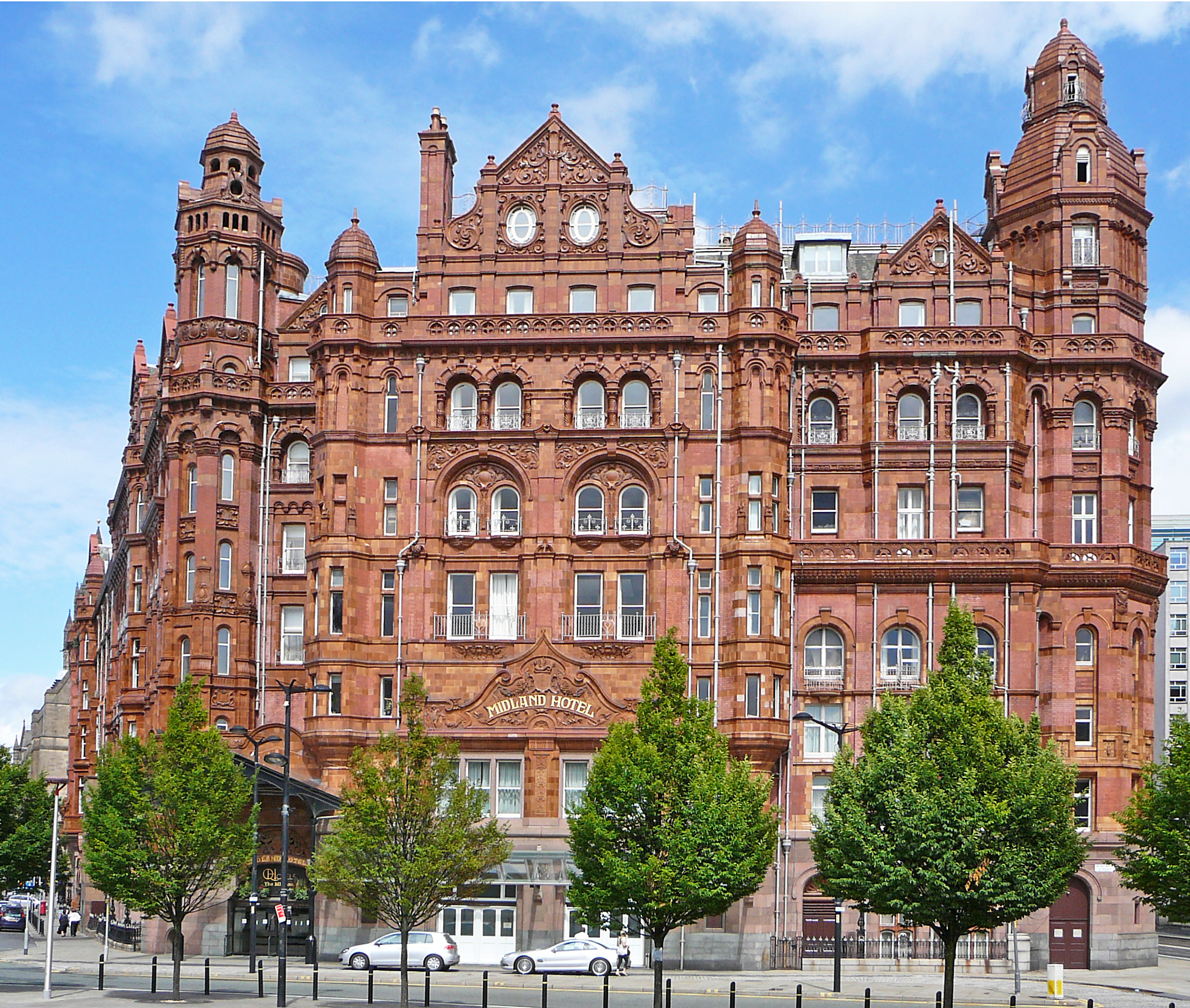
Il Midland Hotel di Manchester

Nel febbraio del 1919, Johnson firmò con gli Sky Blues un contratto dilettantistico; ma il capitano della squadra, il terzino sinistro Eli Fletcher, rimase molto colpito dalle abilità del ragazzo, che era stato sistemato temporaneamente al Midland Hotel, e raccomandò alla società di farlo diventare professionista, insistendo con forza e minacciando addirittura di lasciare il club se non fosse stato preso. Il tecnico Ernest Mangnall decise dunque di ascoltare il suo giocatore e Tommy divenne, nel giro di neanche un mese, un nuovo calciatore professionista del Manchester City. Dato che nella squadra c'erano altri con il suo stesso nome, per essere distinto fu ribattezzato "Tosh". Debuttò con la maglia celeste realizzando una rete nella vittoria contro il Blackburn Rovers, una partita della "Lancashire Section" della Football League 1918-1919 (il campionato a girone unico era stato sospeso per la guerra). Il City riuscì a vincere il Gruppo C della competizione, ma non il torneo principale, che terminarono in quinta posizione e in cui trionfò l'Everton.
Johnson esordì nella Football League vera e propria un anno dopo il suo arrivo, nel febbraio del 1920, presentandosi alla grande in quanto segnò una doppietta nell'incontro di First Division contro il Middlesbrough. Impressionò subito tutti, tanto che prima del calcio d'inizio della sua sesta presenza - un match casalingo contro il Liverpool - fu presentato al monarca regnante, Re Giorgio V. Tuttavia, Tosh ebbe un ruolo marginale nel suo primo periodo al club, giocando maggiormente con la formazione delle riserve, di cui fu capocannoniere nel 1920-1921 con 18 goal. Divenne titolare fisso solamente nell'autunno del 1922, e non deluse nella sua prima stagione da elemento importante: nel 1922-1923 realizzò 15 reti in 36 presenze.

##### I primi anni a Maine Road (1923-1925)
Nel 1923-1924 avvenne un cambiamento importantissimo nella storia del City: il club scelse di trasferirsi da Hyde Road a Maine Road, che sarà poi lo stadio di casa per esattamente ottant'anni (1923-2003). Nell'incontro inaugurale, disputato contro lo Sheffield United, fu Horace Barrel a segnare il primo goal; fu però proprio Tommy Johnson a siglare quello decisivo del 2-1 finale. Nella prima annata a Moss Side i Citizens riuscirono ad avanzare in FA Cup fino alle semifinali, quando vennero sconfitti dal vincitore della competizione, il Newcastle United, nell'ultima partita giocata dal leggendario Billy Meredith, che aveva ben quarantanove anni.
Al termine della stagione, quello di Meredith non fu l'unico addio: lasciò la squadra anche l'allenatore Ernest Mangnall, che decise di ritirarsi dopo un periodo di 12 anni a guidare il Manchester City. Al suo posto arrivò David Ashworth, tecnico campione d'Inghilterra con il Liverpool nel 1921-1922; sotto la sua gestione, nel 1924-1925, il club si piazzò al decimo posto e venne eliminato dalla FA Cup al primo turno. Inizialmente rimasto anche per il 1925-1926, venne esonerato a novembre; la conduzione del team fu assegnata a una commissione tecnica il cui membro più importante era il direttore Albert Alexander. Tra il 1923 e il 1925, Johnson segnò un totale di 21 reti in 77 partite.

##### Una stagione di alti e bassi (1925-1926)
Nel 1925-1926, Tommy Johnson realizzò la sua prima tripletta ufficiale con la maglia del Manchester City (la prima non ufficiale era avvenuta contro il Port Vale, nel 1919, nella Lancashire Section della Football League in tempo di guerra) nella partita del 6 marzo 1926 vinta in trasferta per 6-1 contro il Leyton Orient, valida per la Coppa d'Inghilterra. Inoltre, Tosh riuscì a raggiungere per la prima volta i 20 goal in un'annata, essendo comunque terzo miglior marcatore stagionale dei Citizens (Tommy Browell segnò 28 reti, Frank Roberts invece 30). La squadra arrivò anche in finale di FA Cup, battendo in semifinale gli acerrimi rivali del Manchester United con un netto 3-0. Ma alla fine, tutto andò probabilmente nel peggiore dei modi. Nell'atto conclusivo del torneo, un derby del Lancashire contro il Bolton Wanderers a cui assistevano 91400 spettatori (tra cui il figlio di Tommy, Alan, e il re Giorgio V - a cui i giocatori strinsero la mano prima del calcio d'inizio), gli avversari realizzarono il goal decisivo a 14 minuti dalla fine: i Trotters trionfarono e vinsero la competizione.

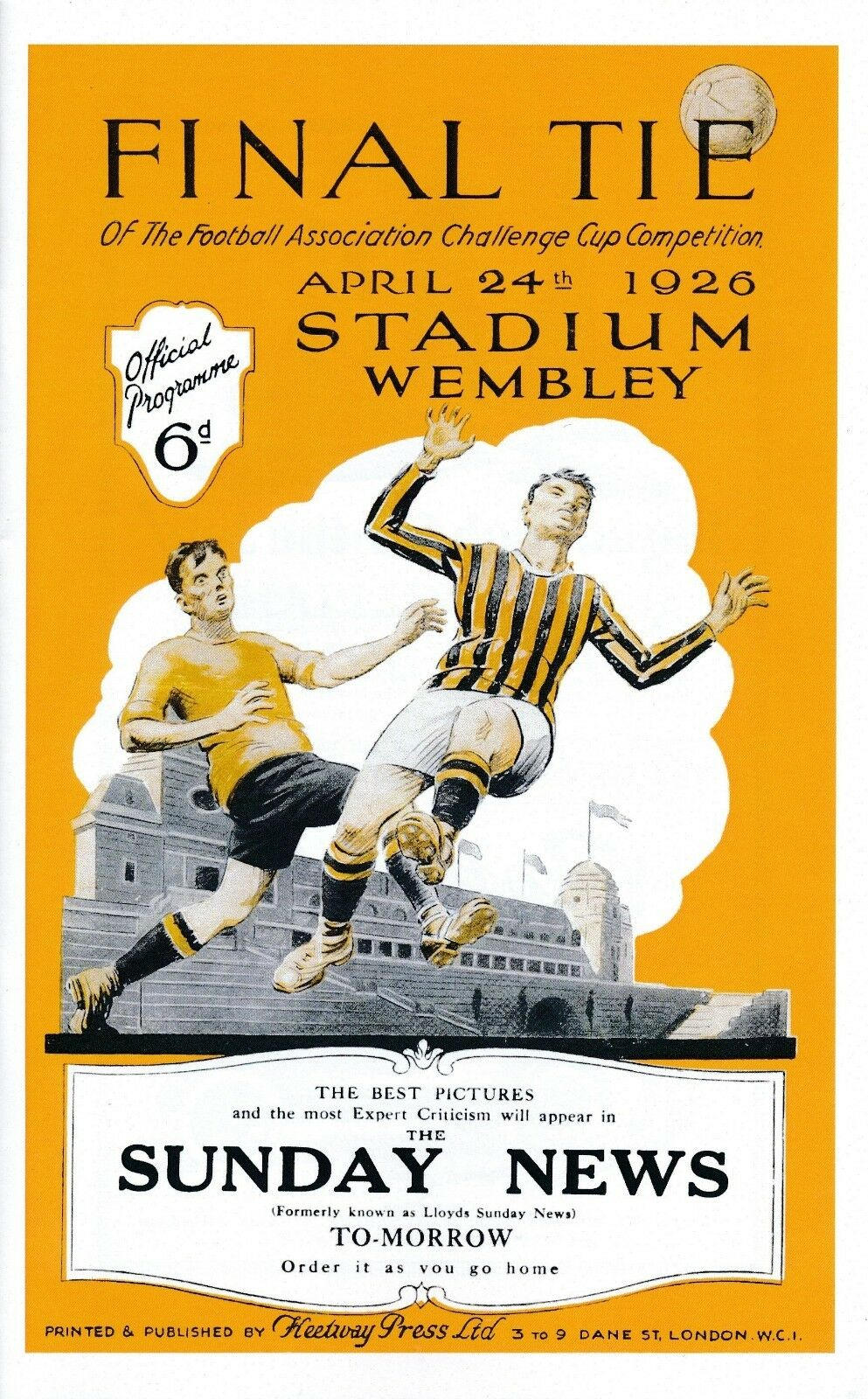
Il programma della finale di FA Cup del 1926

Una volta che gli Sky Blues tornarono a casa, si tenne un ricevimento al Manchester Town Hall; dopo di questo, il gruppo si sarebbe dovuto preparare per un cruciale incontro infrasettimanale in casa contro il Leeds United. I Peacocks furono battuti per 2-1, con una rete di Johnson. Ma la squadra non aveva ancora evitato la retrocessione. Purtroppo, questa arrivò: il 1º maggio, nello stadio del Newcastle United, il City venne sconfitto per 3-2 e venne sancita così la sua discesa in Second Division. Tosh decise di rimanere nel club e continuò a mantenersi in forma con dedizione, avendo come obiettivo quello di ritornare immediatamente in First Division.

##### Il periodo in Second Division (1926-1928)
Nel 1926-1927 Tommy fu per la prima volta capocannoniere stagionale del club con 25 goal in 39 partite. Avendo il Middlesbrough dominato il campionato, trascinato dai 59 goal realizzati da George Camsell, il Manchester City si ritrovò a lottare per il secondo posto; alla penultima giornata, era a pari punti con il Portsmouth. Le due squadre avrebbero dovuto giocare in contemporanea alle ore 15:00 del 7 marzo 1927, ma il match degli avversari venne posticipato di 15 minuti. La partita del City, disputata contro il Bradford City, terminò con un incredibile risultato di 8-0, con Johnson che completò una tripletta. Per molti questo bastava per garantire la promozione alla Blue Moon; ma una rete segnata dal Pompey nei minuti finali stabilì il punteggio dell'incontro contro il Preston North End sul 5-1 e per un duecentesimo di goal - secondo il sistema del quoziente reti - il Portsmouth venne promosso in First Division.
La delusione dei giocatori era tanta, ma bisognava superarla subito e porsi nuovamente la promozione come traguardo. E al secondo tentativo, questo fu centrato: nel 1927-1928 il Manchester City non solo riuscì a risalire, ma anche, con 59 punti, vinse la Second Division, unica onorificenza con la maglia celeste della carriera di Tommy Johnson. Egli aiutò notevolmente la squadra con i suoi 19 goal in lega e centrò per la terza annata consecutiva la quota delle 20 reti totali, laureandosi capocannoniere stagionale del club a pari merito con Frank Roberts (esattamente 20 obiettivi a testa).

##### La stagione da record (1928-1929)
Il ritorno in First Division di Johnson non sarebbe potuto essere migliore. Tosh disputò senza dubbio la migliore partita della sua carriera il 15 settembre 1928 a Goodison Park, casa dell'Everton, alla quale il Manchester City si presentò con 9 minuti di ritardo: il treno che dovevano prendere dalla stazione di  Manchester Central arrivò dopo del previsto e i giocatori si dovettero cambiare in viaggio per non perdere tempo; come se non bastasse, a Liverpool i taxi rimasero bloccati tra la folla degli spettatori del match, e le ultime centinaia di metri furono percorse a piedi spingendo il cassone per le divise su per Goodison Road. Giunti in campo di corsa, i Citizens ricevettero un'ovazione dal pubblico di casa e uno squillo di tromba dal cosiddetto Goodison Bugler. La società fu poi multata per aver posticipato il fischio del calcio d'inizio.

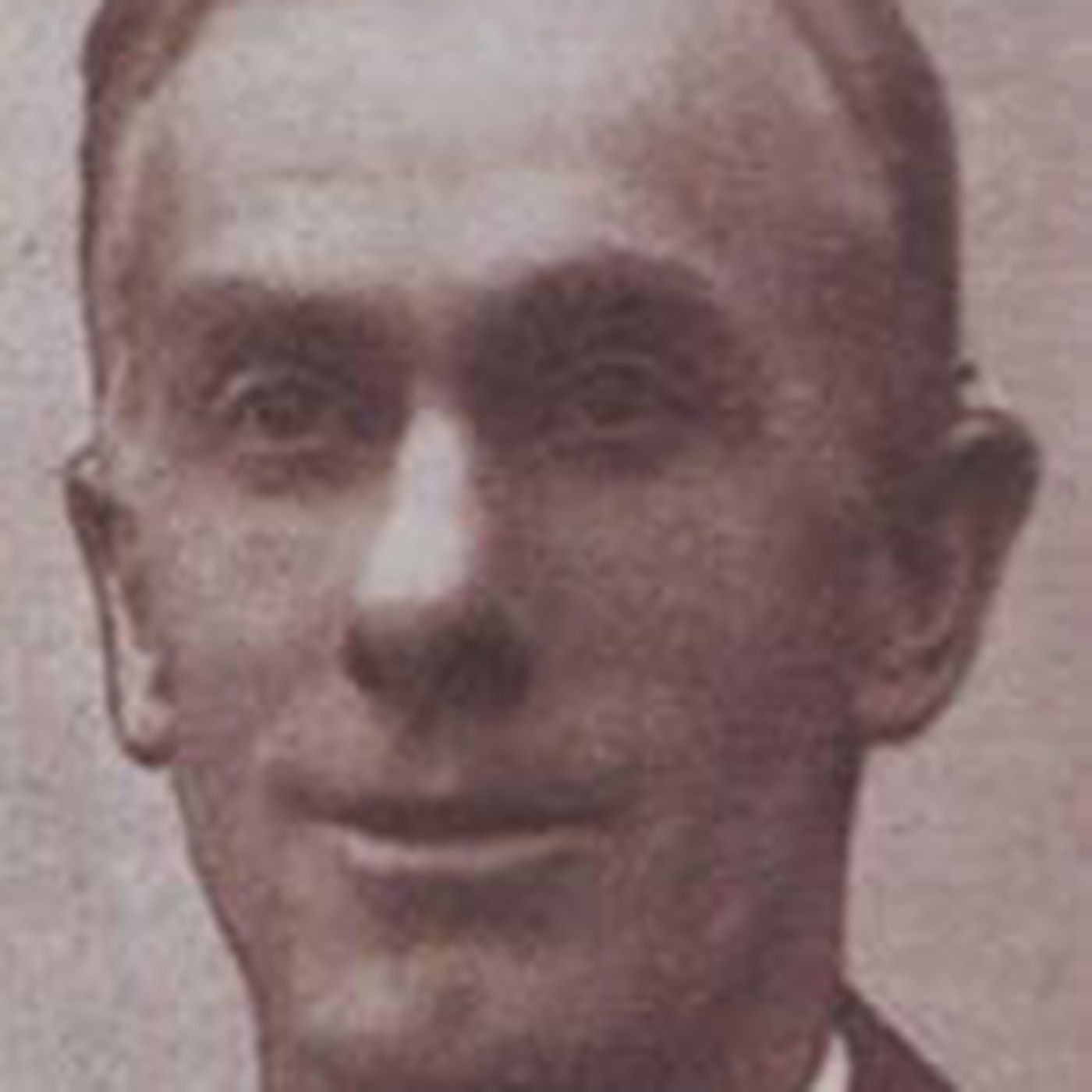
Peter Hodge, allenatore del Manchester City dal 1926 al 1932

I Toffees, campioni in carica della Football League, si portarono avanti già al primo minuto grazie a una rete di Anthony Weldon. Allora Johnson, che giocava come interno sinistro, venne spostato dal tecnico Peter Hodge nel ruolo di centravanti, supportato da Bobby Marshall e Fred Tilson. La scelta si rivelò azzeccata: Tommy pareggiò al minuto 26, correndo per vie interne e superando il portiere Arthur Davies. Il primo tempo si concluse con il punteggio in parità. Nessuno poteva minimamente immaginare quello che sarebbe successo subito dopo. All'inizio del secondo tempo, l'arbitro Haworth subì un infortunio muscolare e si gettò a terra: fu fasciato e continuò a dirigere la gara. In seguito assegnò un rigore a favore del City, realizzato da Johnson. Ma al ragazzo di Dalton non bastava una doppietta: segnò altri tre obiettivi, per un totale di cinque. Eric Brook aggiunse il sesto goal, mentre gli avversari si limitarono a un solo ulteriore centro da parte di James Dunn. Il risultato finale dell'incontro fu: Everton 2, Manchester City 6. Questo fu solo l'inizio di un'annata incredibile per Tosh: 38 reti in 39 presenze di campionato.

##### L'ultimo periodo (1929-1930)
Con questi numeri, egli divenne il calciatore del City ad aver realizzato più reti in una stagione. Detenne il record per ben 94 anni, fino alle 52 marcature di Erling Haaland nell'annata del treble. Quando successivamente gli chiesero dell'impresa, lui rispose sempre: "Mi hanno aiutato tutti a segnare, io ho solo concluso." Il 5 ottobre 1929, Johnson fu protagonista di una vittoria  per 3-1 contro il Manchester United, facendo goal; tuttavia, nei minuti finali, fu privato di una splendida azione personale in quanto l'arbitro fischiò la fine del match subito prima che la palla oltrepassasse la linea di porta. Tosh non si mantenne il grande marcatore visto poco tempo prima, e nel 1929-1930 le sue statistiche furono di "soli" 12 obiettivi in 35 presenze.
Nel marzo del 1930, al City, ormai fuori sia dalla FA Cup sia dalla corsa al titolo, si ritenne che l'apice della carriera del ventottenne fosse già passato e, poiché si vociferava che stesse ricevendo alcuni insulti da parte dei tifosi per la sua forma, si pensò che cederlo fosse la scelta giusta. Tommy aveva già attirato qualche mese prima l'attenzione di Everton e Huddersfield Town, entrambi respinti. Il 4 marzo i giornali Liverpool Post e Mercury parlarono di un interesse per il giocatore da parte della dirigenza dei Toffees, che era rimasta molto impressionata dalle cinque reti del 15 settembre 1928. Johnson venne dunque acquistato per la cifra di 6250 sterline. Per il calciatore, però, la notizia fu un vero shock; pur riluttante a lasciare la sua amata squadra, accettò il trasferimento. Se una minoranza gioì della vendita della leggenda dei Citizens, la maggior parte dei fan  si lamentarono e la media spettatori calò di ben 7000 persone circa.

#### Everton

##### La retrocessione e l'immediata promozione (1930-1931)
L'Everton si trovava in una situazione complicata: pur avendo vinto First Division e Charity Shield tra il 1927 e il 1929, a inizio marzo il club era a rischio retrocessione. Il giornalista Ernest Edwards del Liverpool Echo riteneva che Johnson fosse stato preso perché considerato "un uomo chiave che non sia solo un uomo chiave generale, ma anche un tiratore che non esiti a dare il massimo quando si presenta un'occasione. Al momento, all'Everton manca quello che si potrebbe definire «un tiro istantaneo». In generale, gli attaccanti scelti sono fin troppo attenti al tiro, e ognuno tende a spostare la palla di un metro prima di tirare, il che significa che la difesa spesso li copre."
Tosh esordì l'8 marzo 1930, nell'incontro perso 1-0 contro il Newcastle United. Nonostante si notassero le qualità del giocatore, nel complesso la squadra giocò male, e i 4 goal in 10 partite di Tommy non bastarono per la salvezza. Ma nel 1930-1931, Johnson e il suo compagno d'attacco (già da prima nella nazionale inglese) Dixie Dean - autori rispettivamente di 18 e 48 reti in totale - condussero i Toffees alla conquista della Second Division e alla semifinale di FA Cup, venendo eliminati per 1-0 dal West Bromwich Albion che poi vincerà l'edizione. L'Everton venne descritto da Andy Cunningham del Topical Times come "una combinazione d'attacco meravigliosa. La loro linea d'attacco era un insieme rapido e gran parte della loro efficacia era dovuta al gioco di Tommy Johnson."

##### La vittoria del campionato (1931-1932)
La stagione successiva fu la migliore immaginabile per una neopromossa: l'Everton fu inaspettatamente campione d'Inghilterra, trascinato anche nella divisione superiore dalle reti di Tommy Johnson, 22, e Dixie Dean, 45 (non va dimenticato il contributo di Tommy White, che segnò 18 goal). I Toffees ottennero numerose vittorie schiaccianti durante l'edizione 1931-1932: le più pesanti furono il 3-0 contro il Portsmouth, due volte 5-1 contro lo Sheffield United, il 9-3 contro lo Sheffield Wednesday, l'8-1 contro il Newcastle United, il 7-2 contro il Chelsea, il 9-2 contro il Leicester City, il 5-1 contro il Middlesbrough, il 5-0 contro il Blackburn Rovers, il 4-1 contro l'Huddersfield Town e il 6-1 contro il West Ham United.